# Boogaloo
Boogaloo (shing-a-ling, ili popcorn glazba) je žanr latinske glazbe, vrlo popularan u Americi 1960-ih. Boogaloo je nastao u New Yorku među mladim kubancima i portorikancima. Nastao je kao mješavina afroameričkog Rhythm and bluesa, rock and rolla, soula, mamba, i son montuna.

## Vanjske poveznice
- Salsaroots.com  Arhivirana inačica izvorne stranice od 4. ožujka 2007. (Wayback Machine)